# میکولا ولوسیانکو
میکولا ولوسیانکو (اوکراینی: Микола Миколайович Волосянко؛ ۱۳ مارس ۱۹۷۲ – ۶ ژوئن ۲۰۱۲) بازیکن فوتبال اهل اتحاد جماهیر شوروی سوسیالیستی بود.
از باشگاه‌هایی که در آن بازی کرده‌است می‌توان به باشگاه فوتبال آرسنال کی‌یف، باشگاه فوتبال ماریوپول، باشگاه فوتبال چرنومورتس نووراسییسک، باشگاه فوتبال دینامو کی‌یف، و باشگاه فوتبال اسپارتاک ایوانو-فرانکیفسک اشاره کرد.
وی همچنین در تیم ملی فوتبال اوکراین بازی کرده‌است.